# شاعر بلاط المملكة المتحدة

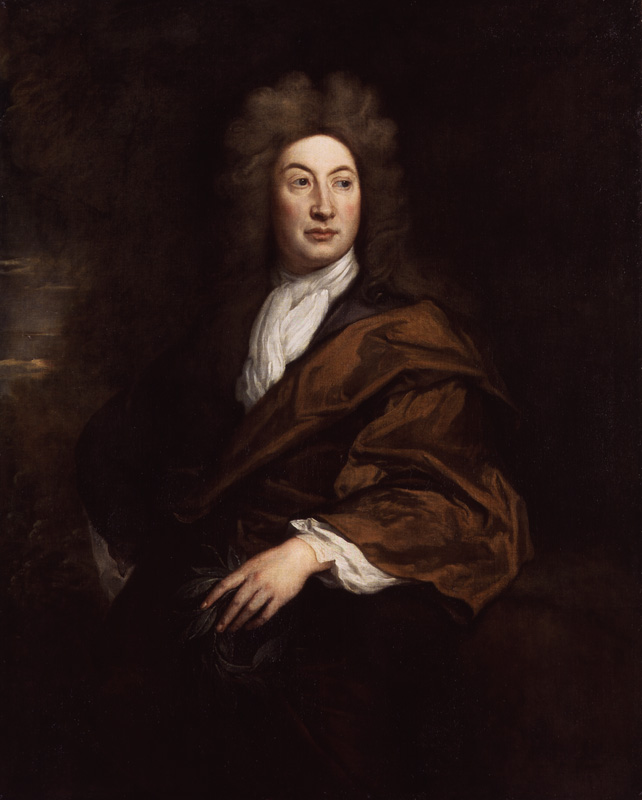
جون درايدن، أول شاعر في البلاط البريطاني.

شاعر بلاط المملكة المتحدة، ويسمى أيضاً شاعر البلاط الإنكليزي أو البريطاني، هو شاعر بلاط تعينه حكومة المملكة المتحدة. في البداية كان اللقب شاعر بلاط مملكة إنكلترا (حتى سنة 1707) ثم شاعر بلاط مملكة بريطانيا العظمى (1707–1801)، ثم المملكة المتحدة لبريطانيا العظمى وإيرلندا (1801–1922)، ومنذ سنة 1922 شاعر بلاط المملكة المتحدة لبريطانيا العظمى وإيرلندا الشمالية.
كان شاعر البلاط يبقى في هذا المنصب مدى العمر، باستثناء جون درايدن الذي أقيل من المنصب بعد أن رفض أداء قسم الولاء للملك الجديد ويليام الثالث. وابتداءً من أندرو موشن في سنة 1999 صار التعيين لفترة عشر سنوات.
تقليدياً، يتلقى شاعر البلاط مكافأة قدرها بيبة من الشيري، ما يعادل في الوقت الحاضر 477 ليتراً، ويتلقى كذلك إكرامية سنوية قدرها في الحاضر 5750 جنيه إسترليني.
تشغل هذا المنصب منذ سنة 2009 كارول آن دفي، وهي أول امرأة عيِّنَت في هذا المنصب.